# Gai Sulpici Llong
Gai Sulpici Llong (en llatí: Caius Sulpicius Ser. F. Q. N. Longus) era net de Quint Sulpici Llong i un destacat militar a la guerra contra els samnites. Formava part de la gens Sulpícia, una de les famílies més antigues de Roma.
Se suposa, els Fasti Capitolini estan mutilats en aquest punt, que va ser censor l'any 319 aC i dictador el 312 aC.
L'any 337 aC va ser elegit cònsol junt amb Publi Eli Pet. Va tornar a ser cònsol el 323 aC amb Quint Auli Cerretà; i per tercera vegada el 314 aC amb Marc Peteli Libó Visol, any en què van obtenir una decisiva victòria sobre els samnites prop de Caudium. Els Fasti atribueixen el triomf únicament a Llong.